# Chiesa di Santa Maria delle Selve
La chiesa di Santa Maria delle Selve si trova nel comune di Lastra a Signa.

## Storia
Il convento carmelitano fu fondato, su una preesistente villa donata all'ordine dai Del Pace, nel 1343, nel luogo dove la leggenda vuole che Sant'Andrea Corsini abbia avuto la visione della Madonna.
Nel 1425 dal convento delle Selve prese le mosse la riforma osservante dell'ordine carmelitano.
Vi hanno detenuto il patronato importanti famiglie fiorentine, come i Soderini, gli Strozzi, i Corsini.

## Descrizione
L'aspetto che mantiene, unico esempio sul territorio, una cripta, è frutto di una ristrutturazione settecentesca opera dell'architetto Giuseppe Soresina.
Tra le tele che decorano gli altari, due sono di Giovanni Camillo Sagrestani. Nel convento sono conservati il chiostro cinquecentesco e la sala del capitolo.